# MacKenzie Intervale Ski Jumping Complex
Il complesso per il salto con gli sci "MacKenzie Intervale" (in inglese: MacKenzie Intervale Ski Jumping Complex), conosciuto anche come Complesso per il salto olimpico di Lake Placid (Lake Placid Olimpic Jumping Complex) è un centro sportivo dotato di 5 trampolini per il salto con gli sci situato a Lake Placid, negli Stati Uniti d'America.
Il centro dispone di un due trampolini K90 e K120 costruiti per le Olimpiadi invernali del 1980 e si trova a circa due miglia da Lake Placid, lungo la vecchia strada militare.
La sommità del trampolino da 120 metri offre una vista sulla vicina fattoria di John Brown e sulle circostanti alte vette dei Monti Adirondack. Gli allenamenti e le gare per il salto con gli sci si svolgono tutto l'anno grazie ad una superficie in plastica del salto K90. Alla destra dei trampolini si trova il centro di allenamento per lo sci acrobatico, i cui atleti possono allenarsi anche nei mesi estivi saltando in una piscina da 750.000 litri.

## Storia

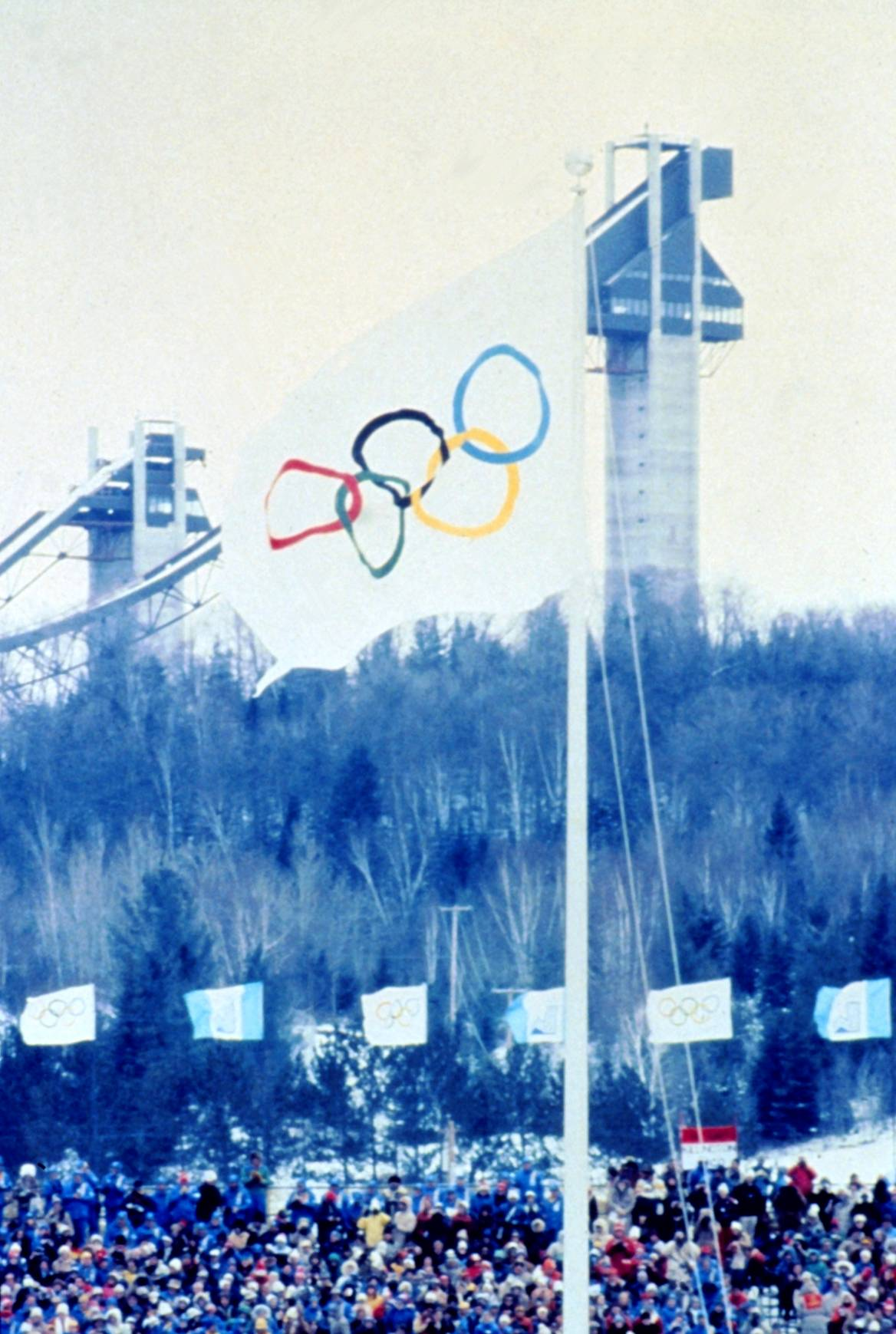
I trampolini di Lake Placid durante le olimpiadi del 1980

Le prime strutture per il salto con gli sci furono costruite nell'inverno 1904/1905. Il club sciistico di Lake Placid Club costruì in questo luogo i primi trampolini (K20, K10 e K5) per il salto con gli sci già nel 1917, utilizzando la collina stessa come superficie di salto. L'anno successivo venne costruita la prima torre in legno, allargando il salto a 35 metri. Il 21 febbraio 1921 venne organizzata una prima ed importante competizione che ha attirò quasi 2.000 spettatori, molti dei quali arrivarono tramite un treno speciale; il salto più lungo fu di 124 piedi.
Nel 1923 il salto fu ampliato a cinquanta metri e nel 1927 venne costruita una nuova torre in acciaio, alzando il salto a 60 metri. Nel 1928, la torre fu portata a 75 metri e fu poi utilizzata per i Giochi olimpici invernali del 1932. Nel 1950 l'impianto ha ospitato i Campionati mondiali di sci nordico.
Nel 1977 la vecchia torre fu demolita per far posto a nuovi trampolini in cemento da 70 e 90 metri, utilizzati per le Olimpiadi invernali del 1980.
Nel 1994, le colline di atterraggio furono riclassificate per consentire di saltare in conformità alle norme vigenti, aumentando la loro altezza a 90 e 120 metri. Le torri sono state costruite utilizzando un sistema di sollevamento che ha sollevato e colata di cemento nelle forme continuamente, notte e giorno, per 15 giorni per il salto più grande, e 9 giorni per il più piccolo.
La struttura ha ospitato anche numerose tappe della Coppa del Mondo di combinata nordica e della Coppa del Mondo di salto con gli sci.

## Caratteristiche
Dopo la ricostruzione del 1978 in vista dei Giochi olimpici del 1980, il complesso si articola in due trampolini principali. Il trampolino lungo ha un punto K 120 (HS 134); il primato di distanza, 135,5 m, è stato stabilito dal finlandese Veli-Matti Lindström il 2 febbraio 2002. Il trampolino normale ha un punto K 90 (HS 100); il primato di distanza, 105 m, è stato stabilito dal canadese Andrew Osadetz. Il complesso comprende inoltre trampolini K48, K18 e K10.

## Eventi
- Olimpiadi invernali: 1932 e 1980
- Universiadi invernali: 1972
- Campionati del mondo di sci nordico: 1950
- Coppa del Mondo di salto con gli sci: 1982-1983 , 1983-1984 , 1984-1985 , 1985-1986 , 1986-1987 , 1987-1988 , 1988-1989 , 1989-1990 , 1990-1991
- Goodwill Games invernali: 2000